# كلودوميرو ألميدا
كلودوميرو ألميدا (بالإسبانية: Clodomiro Almeyda Medina) (و. 1923 – 1997 م) هو دبلوماسي، وسياسي، ومحامي من تشيلي. ولد في سانتياغو. تولى منصب عضو مجلس النواب من شيلي، ووزير الشؤون الخارجية في شيلي (8 أغسطس 1973–11 سبتمبر 1973)، ووزير الشؤون الخارجية في شيلي (3 نوفمبر 1970–5 يوليو 1973).
وهو عضو في الحزب الاشتراكي في تشيلي
توفي في سانتياغو.

## التعليم
أجرى دراسته الأولى في المدارس الثانوية الألمانية وسانتياغو ودرس لاحقًا في كلية الحقوق بجامعة تشيلي وتخرج في عام 1948 وقدم اطروحته بعنوان «نحو نظرية ماركسية للدولة». وبعد فترة أصبح استاذاً للنظرية السياسية في جامعته خاصة في کلیة علم الاجتماع.

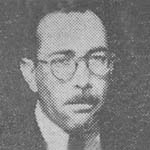
کلودومیرو المیدا

## السيرة الشخصية

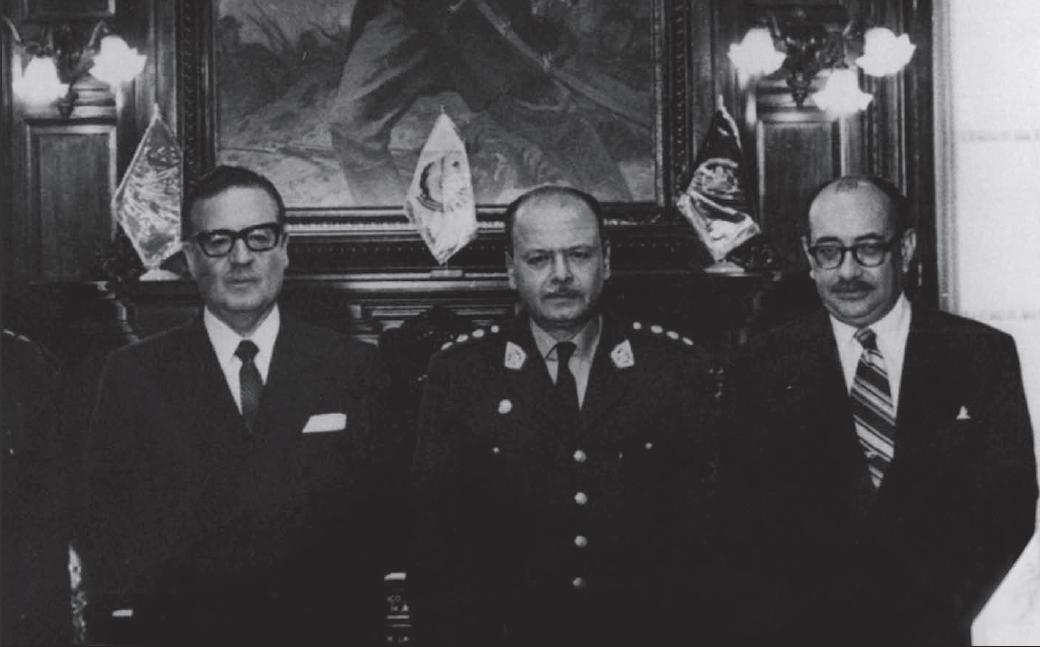
زيارة رسمية إلى البيرو عام 1970: سلفادور الليندي والرئيس فيلاسكو ألفارادو وكانسيلر كلدوميرو ألميدا

انضم آلمیدا إلى الحزب الاشتراكي التشيلي في عام 1941 وخلال الانهيار الداخلي في أوائل الخمسينيات شارك في الحزب الاشتراكي الشعبي. خلال الحكومة الثانية لكارلوس إيبانيز ديل كامبو كان رئيسًا لوزارات العمل والتعدين، برز في وزارته الأولى لكونه أحد مروجي مركز واحد للعمال (CUT). مع إعادة توحيد الحزب عام 1957 هو أصبح عضواً للمنظمة مرة اخری وتم انتخابه نائباً للفترة ما بين 1961-1965.
مع انتصار سلفادور الليندي في الانتخابات الرئاسية عام 1970 تم تعيين ألميدا في منصب وزارة الخارجية. وباستثناء فترة وجيزة کان یتولى خلالها منصب وزير الدفاع، أثناء حکم حزب الوحدة الشعبیة بقي فی المکتب. في هذه الفترة عمل مع أورلاندو ليتيلير (وزير الداخلية آنذاك) علی خطة  انتقادیة من أجل تجنب الخضوع لرقابة الكونغرس.
بعد انقلاب 11 سبتمبر 1973 الذي أطاح بالحكومة الدستورية تم اعتقاله ونقله مع 99 من قيادات وزعماء الوحدة الشعبية إلى معسكر اعتقال جزيرة داوسون حيث تعرض للتعذيب وظل قيد الاعتقال لفترة طويلة. وفي النهاية تم ابعاده الی منفی حيث عاش في جمهورية ألمانيا الديمقراطية والمكسيك حيث عمل أستاذا جامعيا وزعيما للمعارضة السياسية في المنفى.
في خطوة جريئة، عاد سرا إلى تشيلي في مارس 1987 وذلك بعبور جبال الأنديز على ظهر البغل علنًا حیث فاجأت سلطات حكومة بينوشيه. أدى هذا إلى سجنه وأن يكون الشخص الوحيد الذي أعلنت المحكمة الدستورية في تشيلي باستخدام المادة 8 المفقودة من الدستور أنه «غير دستوري». هذه المادة تحرم الأحزاب السياسية والأفراد الذین ینشرون مذاهب اليسار (أي أولئك الذين روجوا لعقيدة «تقوم على الصراع الطبقي»). مثل هذه الإدانة تعني بشكل أساسي فقدان ممارسة حقوق المواطنة ولا يمكن إعادة تأهيله إلا بصفته مواطنا بمجرد عودته البلد إلى الوضع الطبيعي الديمقراطي من قبل نفس المحكمة التي حكمت عليه.
في أعقاب دكتاتورية بينوشيه وخلال السنوات الأولى لما يسمى «الانتقال إلى الديمقراطية»، قاد ألميدا الفصيل اليساري للاشتراكية التشيلية وواجه الجناح المتجدد بقيادة القائد ريكاردو نونيز. في هذا الدور، حاول «دون كلورو» (كما كان معروفًا بین الناس) إقامة اتصالات مع الشيوعيين أو أبعد من ذلك مع اليساریین، من خلال تشكيلات مثل اليسار الموحد أو حزب اليسار الاشتراكي الموسع  الذي مادام طویلاً.خلال حكومة باتريسيو أيلوين كان مسؤولاً عن إعادة فتح السفارة التشيلية في الاتحاد السوفيتي خلال الأشهر الأخيرة من الكتلة الشرقية. خلال إقامته في موسكو عام 1991 قبل الرئيس السابق لألمانيا الشرقية إريك هونيكر «ضيفًا» الذي کان مطلوباً من قبل السلطات الألمانية لمحاكمته على جرائم أثناء النظام الاشتراكي. على الرغم من اعتراضات تشيلي، أمر الرئيس الروسي بوريس يلتسين بترحيله إلى برلين  فيما تحول إلى مشکلة دبلوماسية.
المیدا كرّس نفسه للحياة الخاصة في تشيلي وكتابة مذكراته والعمل كأكاديمي وکان مدیراً لکلیة علم الاجتماع حتى وفاته في 25 أغسطس 1997.

## تحية
تكريما لألميدا سمي«المؤتمر الاستثنائي» للحزب الاشتراكي التشيلي5 مايو 1998 اسمه وكذلك مكتبة الحزب نفسها.

## جوائز وترشيحات
حصل على جوائز منها:
- Order of Isabella the Catholic

## روابط خارجية
- كلودوميرو ألميدا على موقع مونزينجر (الألمانية)